# آوستا (اورگن)
آوستا (به انگلیسی: Austa) یک منطقهٔ مسکونی در ایالات متحده آمریکا است که در شهرستان لین، اورگن واقع شده است. آوستا ۱۰۷٫۹ متر بالاتر از سطح دریا واقع شده است.